# 高良弼
高 良弼（こう りょうすけ、1886年（明治19年）4月23日 - 1979年（昭和54年）10月25日）は、大日本帝国陸軍軍人。最終階級は陸軍少将。位階勲等は従四位勲三等。

## 経歴
山口県出身。陸軍士官学校第21期、陸軍大学校第29期卒業卒業。1925年（大正14年）5月、陸軍歩兵少佐に進級し、同年9月時点で歩兵第27連隊附の任にあった。1926年（大正15年）3月に歩兵第14連隊大隊長に就任し、1928年（昭和3年）3月、歩兵第48連隊附となり、佐賀県師範学校に配属された。1929年（昭和4年）8月、陸軍歩兵中佐に進級し、1931年（昭和6年）8月に歩兵第70連隊附となった。
1933年（昭和8年）3月、第16師団司令部附となり、同志社大学に配属され、8月に陸軍歩兵大佐に進級した。1934年（昭和9年）2月に大分連隊区司令官に転じ、1935年（昭和10年）12月に歩兵第75連隊長（第19師団・歩兵第38旅団）に着任した。1937年（昭和12年）10月13日、第19師団司令部附となり、11月1日に陸軍少将進級と同時に待命となり、11月30日に予備役に編入された。
予備役編入後は東満洲産業取締役、親和貿易取締役を務めた。晩年は心臓を患い、1979年（昭和54年）10月25日に自衛隊中央病院で死去した。

## 栄典
勲章等
- 1940年（昭和15年）8月15日 - 紀元二千六百年祝典記念章[14]